# 祖布里齊亞
49°6′10″N 23°12′11″E / 49.10278°N 23.20306°E
祖布里齊亞（烏克蘭語：Зубриця）是烏克蘭西部的村莊，隸屬利維夫州的桑比爾區。該村始建於1578年，面積1.5平方公里，海拔高度653米，2001年該村落人口157。